# Mount Lebanon (Louisiana)
Mount Lebanon è un comune degli Stati Uniti d'America, situato nello Stato della Louisiana, in particolare nella parrocchia di Bienville.